# Photek
Photek es el nombre artístico de Rupert Matthew Swain Parkes (nacido en 1972 en St Albans, Inglaterra), un productor y DJ inglés de drum and bass.

## Carrera
A principios de los años 90 comenzó editando material de hardstep para sellos como Certificate 18 o Street Beats, para desplazarse luego progresivamente hacia el lado más ambient jungle del estilo. Bajo el nombre Photek publicó varios 12" en su propio sello Photek Records, lo que le consagró permitiéndole el acceso a sellos como Good Looking Records o Metalheadz.
Está considerado uno de los abanderados del llamado Intelligent drum and bass, combinando una estética atomosférica y a la vez fría y paranoica a través de complejas estructuras rítmicas de batería y bajo, en las que en ocasiones se encuentran ráfagas minimalistas de sintetizador. Gracias a un contrato de 5 años con el sello Virgin pasó a encontrar un sonido cada vez más personal, en el que tenía va ganando en importancia las artes marciales y toda una serie de elementos inspirados en la cultura japonesa. En esta época publica "The Hidden Camera" (1996), "Risc Vs. Reward" (1997) y finalmente el aclamado "Modus Operandi" en septiembre de 1997, disco considerado "obra maestra del género".
En 1998 publica "Form & Function", y posteriormente, en 2000, "Solaris". Tras este disco deja Virgin y pasa a publicar de nuevo en Photek Productions. En 2007 sale la segunda edición del disco de 1998, "Form & Function Vol. 2".

## Otros alias
- Aquarius
- Baby Boys (con Goldie)
- Code of Practice
- Origination (with Lexis)
- Phaze 1
- The Sentinel
- Special Forces
- Studio Pressure
- Synthetics
- System X
- The Tr

## Discografía

### Álbumes
- Modus Operandi (1997, Virgin) UK #30
- Form & Function (1998, Virgin) UK #61
- Solaris (2000, Virgin)
- Form & Function Vol. 2 (2007, Sanctuary)

### Singles y EP seleccionados
- "Natural Born Killa" (1995, Metalheadz)
- "The Seven Samurai/Complex" (1995, Photek)
- "T'raenon" (1996, Op-ART)
- "The Hidden Camera" (1996, Virgin) UK #39
- "The Third Sequence/Titan" (1996, Virgin)
- "Ni-Ten-Ichi-Ryu (Two Swords Techniques)" (1997, Virgin) UK #37
- "Risc vs. Reward," publicado solo en EE. UU. (1997, Virgin)
- "Modus Operandi" (1998, Virgin) UK #66
- "Terminus" (2000, Virgin)
- "Mine to Give" feat. Robert Owens (2001, Virgin) U.S. Dance #1, UK #44
- "MDZ.04 Album Sampler" (2004, Metalheadz)
- "Rinsa" (2005, Photek Productions)
- "C Note" (2005, Photek Productions) [También aparece en el juego de PSP WipEout Pure]
- "Quaman" (2005, Photek Productions)
- "Love & War" (2007, Sanctuary)